# Vildbjerg Sportsforening
Vildbjerg Sportsforening (forkortet Vildbjerg SF, VSF) er en fodbold klub der hører til i Vildbjerg ved Herning.
Vildbjerg SFs bedste mandskab spiller i 2018 sæsonen (forår) i Jyllandsserie 1, under Jydsk Boldspil-Union.
Vildbjerg SFs bedste kvindehold spiller i 2018 sæsonen (forår) i 1. division under Dansk Boldspil-Union
Vildbjerg SF arrangerer hvert år Vildbjerg Cup, som i mange år har høstet store roser. Ikke mindst pga. de rigtig mange fodboldbaner, der ligger i toppen iblandt fodboldbaner i hele Danmark.

## Ekstern kilde/henvisning
- Vildbjerg SFs officielle hjemmeside

| Fodbold | Spire Denne artikel om en dansk fodboldklub er en spire som bør udbygges. Du er velkommen til at hjælpe Wikipedia ved at udvide den. |